# Свирин, Михаил Николаевич
Михаил Николаевич Свирин (1960—2014) — российский инженер и журналист. Известен изучением истории советских танков времён Великой Отечественной войны.

## Биография
Родился в Москве 1 ноября 1960 года.
В 1984 году окончил Московский институт электронного машиностроения. Участник двух войн, сапёр. В 1991—2004 работал в командировках в разных городах бывшего Советского Союза на разминированиях. Перенёс несколько взрывных контузий.
В период с 1993 года по 2007 год занимался пропагандой истории советского танкостроения до 1950-х годов. Занимался военной журналистикой. Оказал влияние на становление военного историка А. В. Исаева.
В 2000—2002 годах издавал военно-исторический журнал «Полигон». Вместе с известными авторами в нём публиковались молодые историки.
В конце 2008 года сменил род деятельности, а в 2010 году — место жительства. Оставил исследовательскую деятельность и создал в Подмосковье военно-исторический клуб, где работал с «трудными» подростками.
Умер 24 мая 2014 года. Похоронен на Николо-Архангельском кладбище в Москве.

## Книги
Основополагающий труд Михаила Свирина — трилогия «История советского танка», которая повествует о развитии советской бронетехники от первых танков советской республики до боевых машин конца 1940-х — середины 1950-х годов. Всего же Михаил Николаевич написал около двух десятков книг о советской и немецкой боевой технике.
- Танковая мощь СССР. — М.: Эксмо, Яуза, 2008. — ISBN 978-5-699-31700-4.
Издание включает в себя дополненные и переработанные три ранее издававшиеся книги из серии «История советского танка».
- Свирин М. Н. Самоходки Сталина. История советской САУ 1919—1945. — М.: Яуза, Эксмо, 2008. — 384 с. — (Война и мы. Советские танки). — 10 000 экз. — ISBN 978-5-699-20527-1.
- Коломиец М., Свирин М. Тяжёлый танк Т-35. Сухопутный дредноут Красной Армии. — М.: Эксмо, Яуза, 2007. — ISBN 5-699-19986-1.
- Исаев А., Свирин М., Дриг Е., Гончаров В., Кошкин И. Танковый прорыв. Советские танки в боях 1937—1942 гг. — М.: Эксмо, Яуза, 2007. — ISBN 978-5-699-20460-1.
- Стальной кулак Сталина. История советского танка 1943—1955. — М.: Эксмо, Яуза, 2006. — ISBN 5-699-14628-8.
- Свирин М. Н. Броневой щит Сталина. История советского танка 1937—1943. — М.: Яуза, Эксмо, 2006. — 448 с. — (Советские танки). — 4000 экз. — ISBN 5-699-16243-7.
- Коломиец М., Свирин М. Лёгкий танк Т-70. — М.: Стратегия КМ, 2006. — 80 с. — ISBN 5-901266-01-3.
- Свирин М. Н. Броня крепка. История советского танка. 1919—1937. — М.: Яуза, Эксмо, 2005. — 384 с., ил. — 5000 экз. — ISBN 5-699-13809-9.
- Лёгкий истребитель танков «Хетцер». — М.: Экспринт, 2004. — 48 с. — ISBN 5-94038-044-1.
- Тяжёлое штурмовое орудие «Фердинанд». — М.: Экспринт, 2004. — 48 с. — ISBN 5-94038-041-7.
- Тяжёлый истребитель танков Ягдтигр. — М.: Экспринт, 2004. — 48 с. — ISBN 5-94038-048-4.
- Штурмовое орудие Штурмгешютц III. — М.: Экспринт, 2004. — 48 с. — ISBN 5-94038-049-2.
- Тяжёлые танки ИС. — М.: Экспринт, 2003. — 48 с. — ISBN 5-94038-040-9.
- Тяжёлый танк «Пантера» Pz.Kpfw V. — М.: Экспринт, 2003. — 48 с. — ISBN 5-94038-038-7.
- Коломиец М., Свирин М. Т-26: машины на его базе. — М.: Стратегия КМ, 2003. — 80 с. — ISBN 5-901266-01-3.
- Коломиец М., Свирин М. Лёгкий танк Т-26. — М.: Стратегия КМ, 2003. — 80 с. — ISBN 5-901266-01-3.
- Свирин М., Баронов О., Коломиец М., Недогонов Д. Бои у озера Балатон. — М.: Экспринт НВ, 1999. — 80 с. — ISBN 5-85729-011-2.
- Коломиец М., Свирин М. и др. Курская дуга. — М.: Экспринт НВ, 1998. — ISBN 5-85729-011-2.
- Самоходная артиллерия вермахта. — М.: Экспринт НВ, 1996. — ISBN 5-85729-004-X.
- Свирин М., Бескурников А. Первые советские танки. — М.: Экспринт НВ, 1996. — ISBN 5-85729-045-7.

## Статьи
- Зачем Сталин уничтожил линию Сталина?
- М. Коломиец, М. Свирин. «Триплексы» СУ-14 // Танкомастер. — 1997. — № 3
- Советская штурмовая гаубица // Танкомастер. — 1999. — № 2
- Михаил Свирин. «Тетрарх» // Танкомастер — 1999/ — № 4
- C чего начать?
- Выживаем в лесу и в горах
- Самоловы и охота с ними
- «Страницы дневника мусорщика 1995—1999» (серия рассказов и статей о сапёрах)